# Municipio de Rose Grove
El municipio de Rose Grove (en inglés: Rose Grove Township) es un municipio ubicado en el condado de Hamilton en el estado estadounidense de Iowa. En el año 2010 tenía una población de 156 habitantes y una densidad poblacional de 1,64 personas por km².

## Geografía
El municipio de Rose Grove se encuentra ubicado en las coordenadas 42°25′38″N 93°31′20″O / 42.42722, -93.52222. Según la Oficina del Censo de los Estados Unidos, el municipio tiene una superficie total de 94.86 km², de la cual 94,86 km² corresponden a tierra firme y (0 %) 0 km² es agua.

## Demografía
Según el censo de 2010, había 156 personas residiendo en el municipio de Rose Grove. La densidad de población era de 1,64 hab./km². De los 156 habitantes, el municipio de Rose Grove estaba compuesto por el 95,51 % blancos, el 1,28 % eran afroamericanos, el 0,64 % eran asiáticos y el 2,56 % eran de una mezcla de razas. Del total de la población el 0 % eran hispanos o latinos de cualquier raza.